# بايارد تايلور
بايارد تايلور (بالإنجليزية: Bayard Taylor)‏ (11 يناير 1825، مقاطعة تشيستر في الولايات المتحدة - 19 ديسمبر 1878، برلين في ألمانيا)؛ دبلوماسي، شاعر، صحفي، ناقد، مترجم، كاتب، سياسي وروائي أمريكي.

## روابط خارجية
- بايارد تايلور على موقع الموسوعة البريطانية (الإنجليزية)
- بايارد تايلور على موقع ميوزك برينز (الإنجليزية)
- بايارد تايلور على موقع إن إن دي بي (الإنجليزية)
- بايارد تايلور على موقع ديسكوغز (الإنجليزية)